# ESO 146-5
ESO 146-5 (ESO 146-IG 005) je masivní eliptická galaxie v centru kupy Abell 3827. Tato galaxie je známá svou silnou gravitační čočkou, což umožňuje přesné měření její hmotnosti.

## Fyzikální vlastnosti
ESO 146-5 se nachází ve vzdálenosti 1,4 miliardy světelných let od Země a je součástí husté kupy galaxií Abell 3827. Její obrovské hvězdné halo obklopuje několik vzájemně interagujících jader, což naznačuje, že se jedná o pokročilou fázi fúze několika galaxií do jedné velké eliptické galaxie.
Původní výpočty gravitačního čočkování naznačovaly, že galaxie obsahuje velké množství temné hmoty, která se zdála zaostávat za jedním z galaktických jader, což bylo interpretováno jako možná známka interakcí temné hmoty. Pozdější studie však tuto hypotézu zpochybnily a ukázaly, že chování temné hmoty odpovídá standardnímu modelu chladné temné hmoty. Další analýza publikovaná v roce 2018 potvrdila, že původní interpretace byla chybná a že temná hmota se chová podle standardního modelu.

## Hmotnost
Pozorování z Observatoře Gemini ukázala, že ESO 146-5 gravitačně čočkuje dvě vzdálenější galaxie, jednu ve vzdálenosti 2,7 miliardy světelných let a druhou 5,1 miliardy světelných let daleko. Na základě Einsteinovy teorie obecné relativity byla hmotnost této galaxie odhadnuta na přibližně 27 bilionů hmotností Slunce, což ji řadí mezi nejhmotnější známé galaxie ve vesmíru.